# Henry Chenet
Pour les articles homonymes, voir Chenet (homonymie).
Henry Chenet, né le 18 février 1880 à Paris, ville où il est mort le 14 septembre 1948, est un peintre, illustrateur et musicien français.

## Biographie
Henry Chenet, fils posthume du commissaire priseur Pol Chenet, naît le 18 février 1880 dans le 8e arrondissement de Paris
Il expose au Salon des humoristes de 1929 les toiles Les deux galants, Thé dansant et Jalousie. 
Il passe plusieurs années à Madagascar et en ramène quelques toiles,. 
Par ailleurs, on lui doit aussi une valse pour piano.
Il meurt le 14 septembre 1948 au sein de l'Hôpital Saint-Joseph dans le 14e arrondissement, et, il est inhumé au Cimetière du Père-Lachaise (68e division). 